# Terebra luandensis
Terebra luandensis é uma espécie de gastrópode do gênero Terebra, pertencente à família Terebridae.